# Panel fotovoltaico

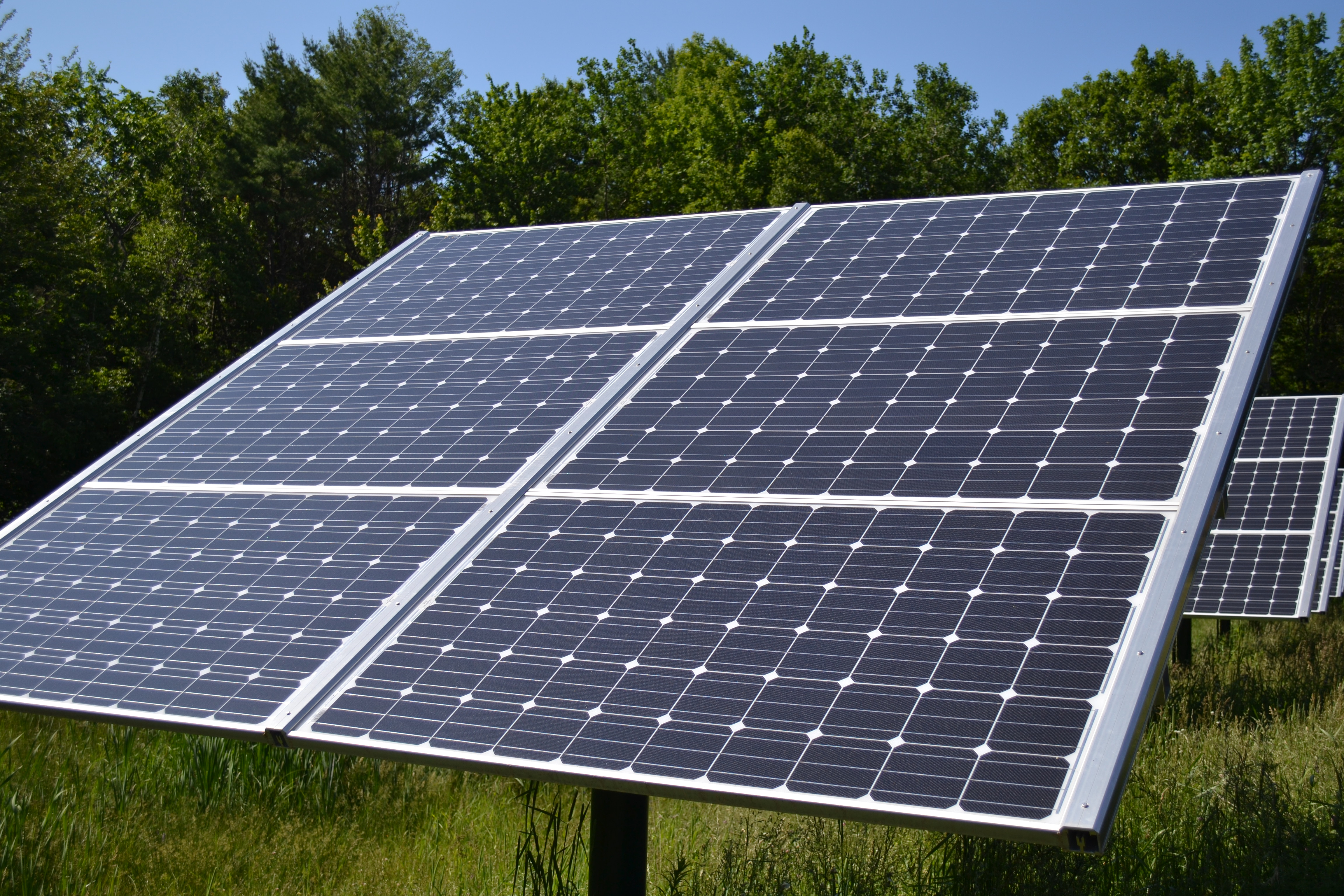
Una instalación de paneles solares en Canterbury (Nuevo Hampshire, Estados Unidos)

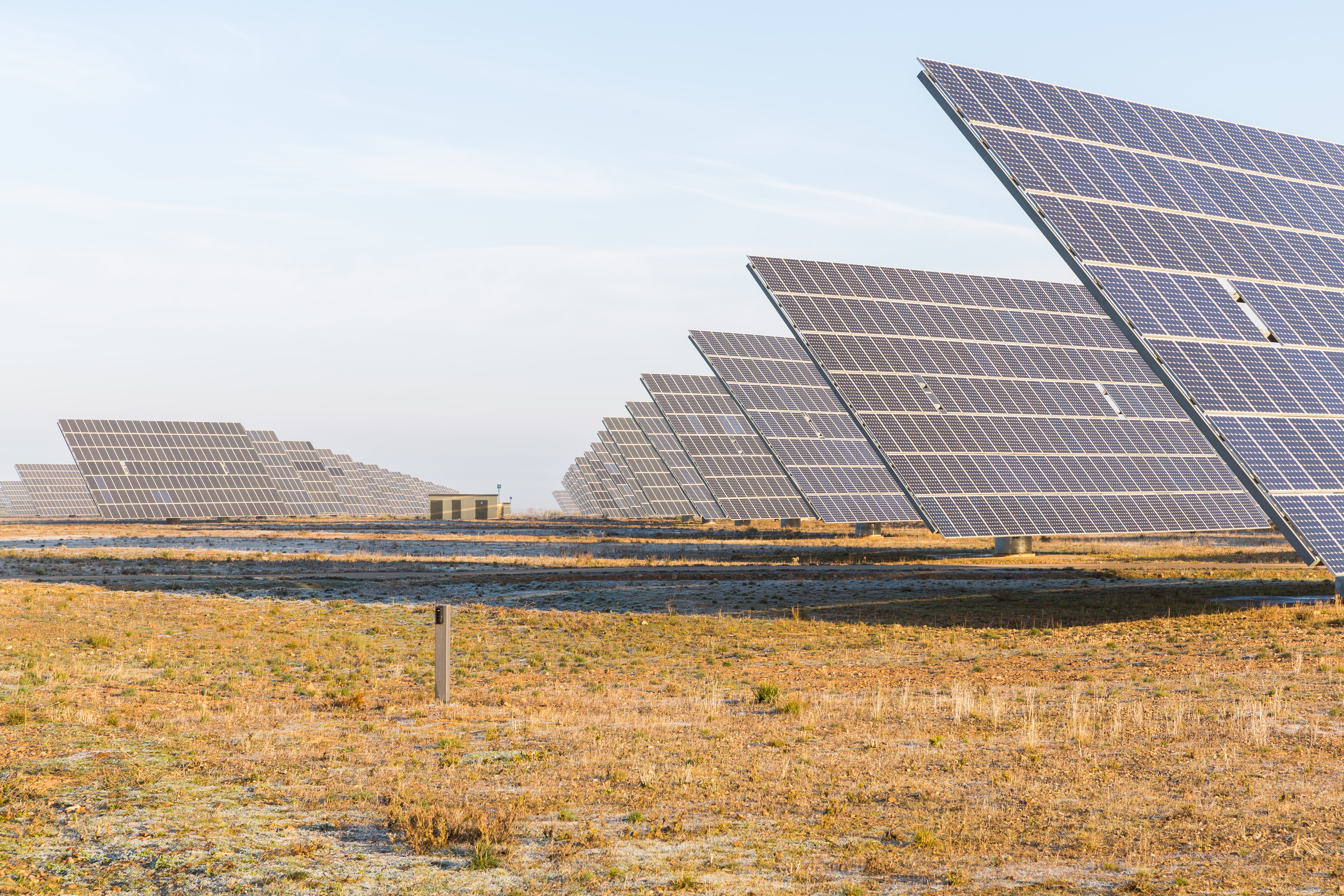
Paneles fotovoltaicos en Cariñena, España.

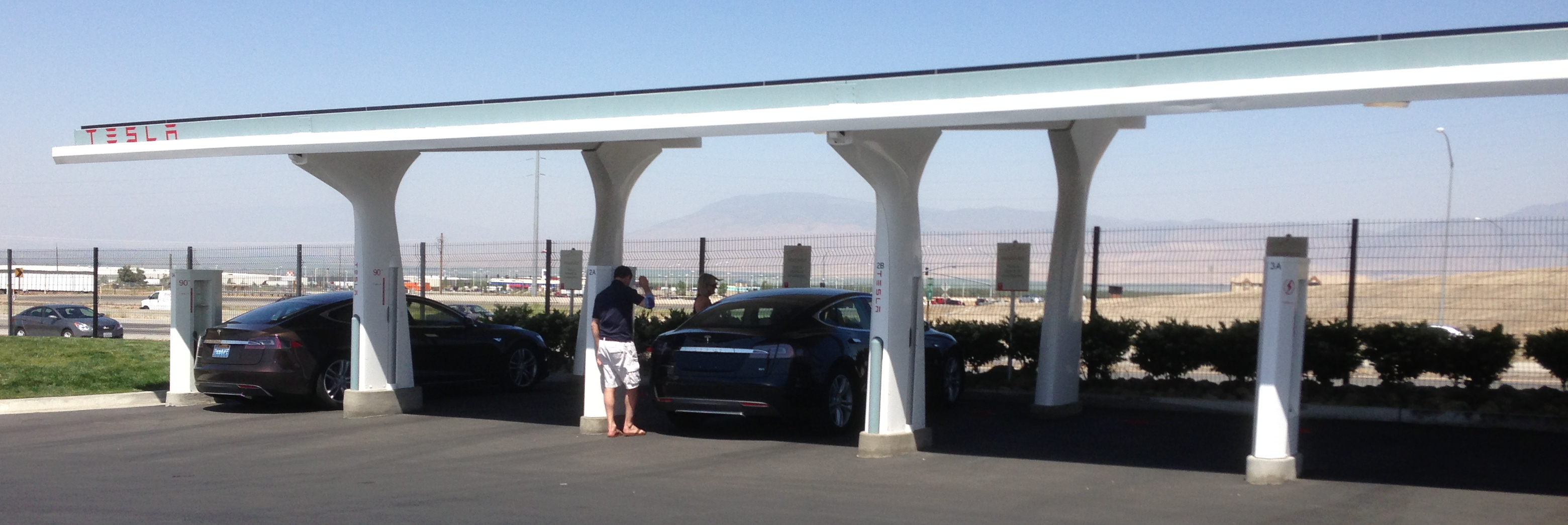
Estación de carga para automóviles eléctricos alimentada por energía solar mediante paneles instalados en la cubierta

Los paneles o módulos fotovoltaicos (placas fotovoltaicas) —llamados comúnmente paneles solares, o placas solares, aunque estas denominaciones abarcan además otros dispositivos— están formados por un conjunto de células fotovoltaicas que producen electricidad a partir de la luz que incide sobre ellos mediante el efecto fotoeléctrico.
Los paneles fotovoltaicos, en función del tipo de célula que los forman, se dividen en:
- Cristalinas
  - Monocristalinas: se componen de secciones de un único cristal de silicio (Si) (reconocibles por su forma circular u octogonal, donde los 4 lados cortos, si se puede apreciar en la imagen, se aprecia que son curvos, debido a que es una célula circular recortada).
  - Policristalinas: cuando están formadas por pequeñas partículas cristalizadas.
- Amorfas: cuando el silicio no se ha cristalizado.

Su efectividad es mayor cuanto mayor son los cristales, pero también su peso, grosor y costo. El rendimiento de las primeras puede alcanzar el 22 % mientras que el de las últimas puede no llegar al 10 %, sin embargo, su costo y peso es muy inferior.
El costo de los paneles fotovoltaicos se ha reducido de forma constante desde que se fabricaron las primeras células solares comerciales y su coste medio de generación eléctrica ya es competitivo con las fuentes de energía convencionales en un creciente número de regiones geográficas, alcanzando la paridad de red.

## Historia

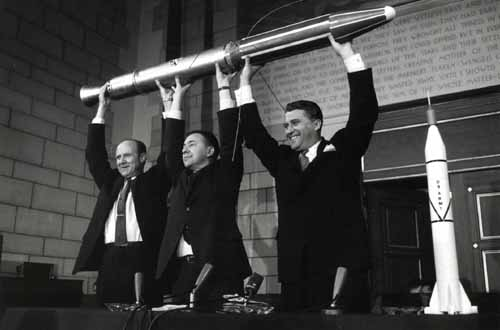
James Van Allen (en el centro) con una réplica del propulsor que lanzó el Explorer 1 en el año 1958

El término fotovoltaico proviene del griego φώς:phos, que significa “luz” y voltaico, que proviene del campo de la electricidad, en honor al físico italiano Alejandro Volta, (que también proporciona el término voltio a la unidad de medida de la diferencia de potencial en el Sistema Internacional de medidas). El término fotovoltaico se comenzó a usar en Inglaterra desde el año 1849.
El efecto fotovoltaico fue reconocido por primera vez en 1839 por el físico francés Alexandre-Edmond Becquerel, pero la primera célula solar no se construyó hasta 1883. Su autor fue Charles Fritts, quien recubrió una muestra de selenio semiconductor con un pan de oro para formar el empalme. Este primitivo dispositivo presentaba una eficiencia de solo un 1 %. En 1905 Albert Einstein dio la explicación teórica del efecto fotoeléctrico. Russell Ohl patentó la célula solar moderna en el año 1946, aunque Sven Ason Berglund había patentado, con anterioridad, un método que trataba de incrementar la capacidad de las células fotosensibles.
La era moderna de la tecnología de potencia solar no llegó hasta 1954 cuando los Laboratorios Bell, descubrieron, de manera accidental, que los semiconductores de silicio dopado con ciertas impurezas, eran muy sensibles a la luz.
Estos avances contribuyeron a la fabricación de la primera célula solar comercial con una conversión de la energía solar de, aproximadamente, el 6 %. La Unión Soviética lanzó su primer satélite espacial en 1957, y los EE. UU. unos meses después. En el diseño de este se usaron células solares creadas por Peter Iles en un esfuerzo encabezado por la compañía Hoffman Electronics.
La primera nave espacial que usó paneles solares fue el satélite estadounidense Vanguard 1, lanzado en marzo de 1958. Este hito generó un gran interés en la producción y lanzamiento de satélites geoestacionarios para el desarrollo de las comunicaciones, en los que la energía provendría de un dispositivo de captación de la luz solar. Fue un desarrollo crucial que estimuló la investigación por parte de algunos gobiernos y que impulsó la mejora de los paneles solares.
En 1970 la primera célula solar con heteroestructura de arseniuro de galio (GaAs) y altamente eficiente se desarrolló en la extinta URSS por Zhorés Alfiórov y su equipo de investigación.
La producción de equipos de deposición química de metales por vapores orgánicos o MOCVD (Metal Organic Chemical Vapor Deposition), no se desarrolló hasta los años 1980, limitando la capacidad de las compañías en la manufactura de células solares de arseniuro de galio. La primera compañía que manufacturó paneles solares en cantidades industriales, a partir de uniones simples de GaAs, con una eficiencia de AM0 (Air Mass Zero) del 17 % fue la norteamericana ASEC (Applied Solar Energy Corporation). La conexión dual de la celda se produjo en cantidades industriales por ASEC en 1989, de manera accidental, como consecuencia de un cambio del GaAs sobre los sustratos de GaAs a GaAs sobre sustratos de germanio.
El dopaje accidental de germanio (Ge) con GaAs como capa amortiguadora creó circuitos de voltaje abiertos, demostrando el potencial del uso de los sustratos de germanio como otros celdas. Una celda de uniones simples de GaAs llegó al 19 % de eficiencia AM0 en 1993. ASEC desarrolló la primera celda de doble unión para las naves espaciales usadas en los EE. UU., con una eficiencia de un 20 % aproximadamente.
Estas celdas no usan el germanio como segunda celda, pero usan una celda basada en GaAs con diferentes tipos de dopaje. De manera excepcional, las células de doble unión de GaAs pueden llegar a producir eficiencias AM0 del orden del 22 %. Las uniones triples comienzan con eficiencias del orden del 24 % en 2000, 26 % en 2002, 28 % en 2005, y han llegado, de manera corriente al 30 % en 2007. En 2007, dos compañías norteamericanas, Emcore Photovoltaics y Spectrolab, producen el 95 % de las células solares del 28 % de eficiencia.

## Las distintas generaciones de células fotovoltaicas

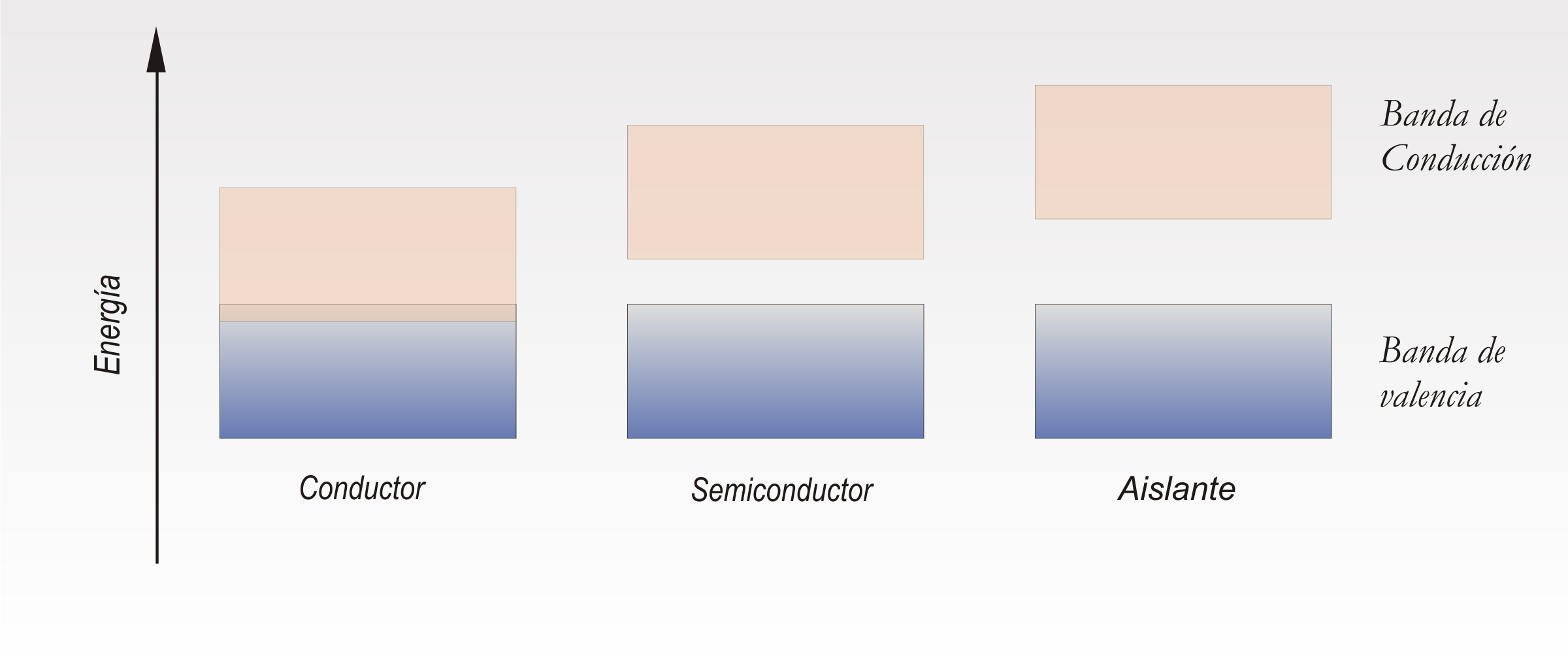
El esquema de la figura corresponde a las diferencias de energía que hay entre las bandas de valencia y las bandas de conducción en tres tipos distintos de materiales. Dicha diferencia condiciona la conductividad eléctrica de los mismos.

### Breve introducción sobre la física de los semiconductores
En una muestra de metal, los electrones exteriores de sus átomos, denominados electrones de valencia pueden moverse libremente. Se dice que están deslocalizados en regiones del espacio que ocupan toda la red cristalina, como si de una malla se tratase. En términos energéticos esto quiere decir que los electrones de la última capa del átomo ocupan niveles de energía altos que les permite escaparse del enlace que les une a su átomo.
El conjunto de estos niveles, muy próximos unos de otros, forman parte de la llamada banda de conducción (BC). Esta banda está formada, además, por niveles de energía vacíos y es, precisamente, la existencia de estos niveles vacíos la que permite que los electrones puedan saltar a ellos cuando se les pone en movimiento, al aplicar un campo eléctrico. Precisamente esta circunstancia permite que los metales sean conductores de la electricidad. Los demás electrones del átomo, con energías menores, forman la banda de valencia (BV). La distancia entre ambas bandas, en términos de energía, es nula. Ambas bandas se solapan de manera que los electrones de la BV con más energía se encuentran, también, en la BC.
En las sustancias aislantes, la BC está completamente vacía porque todos los electrones, incluidos los de la última capa, están ligados al átomo, tienen una energía más baja, y por lo tanto se encuentran en la banda de valencia, y además la distancia entre las bandas (se denomina a esta distancia energética banda prohibida, o gap) es bastante grande, con lo que les es muy difícil saltar a la BC. Como la BV está llena, los electrones no pueden moverse y no puede haber corriente eléctrica al aplicar un voltaje entre los extremos del aislante.
En los semiconductores, las bandas de valencia y conducción presentan una situación intermedia entre la que se da en un conductor y la que es normal en un aislante. La BC tiene muy pocos electrones. Esto se debe a que la separación que hay entre la BV y la BC no es nula, pero sí pequeña. Así se explica que los semiconductores aumentan su conductividad con la temperatura, pues la energía térmica suministrada es suficiente para que los electrones puedan saltar a la banda de conducción, mientras que los conductores la disminuyen, debido a que las vibraciones de los átomos aumentan y dificultan la movilidad de los electrones.
Lo interesante de los semiconductores es que su pequeña conductividad eléctrica es debida tanto a la presencia de electrones en la BC, como a que la BV no está totalmente llena.

### Las cuatro generaciones de células fotovoltaicas

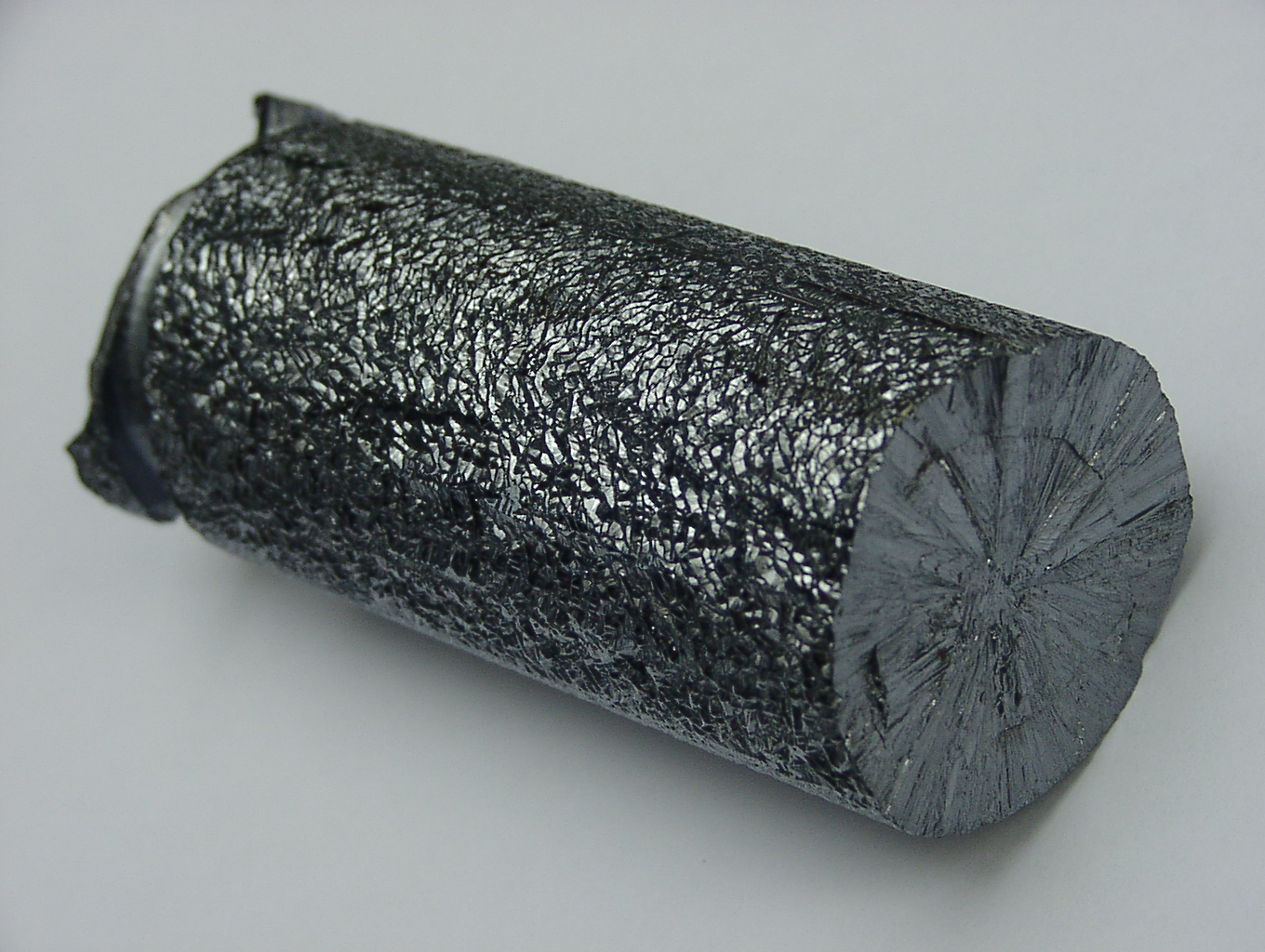
Barra de silicio policristalino

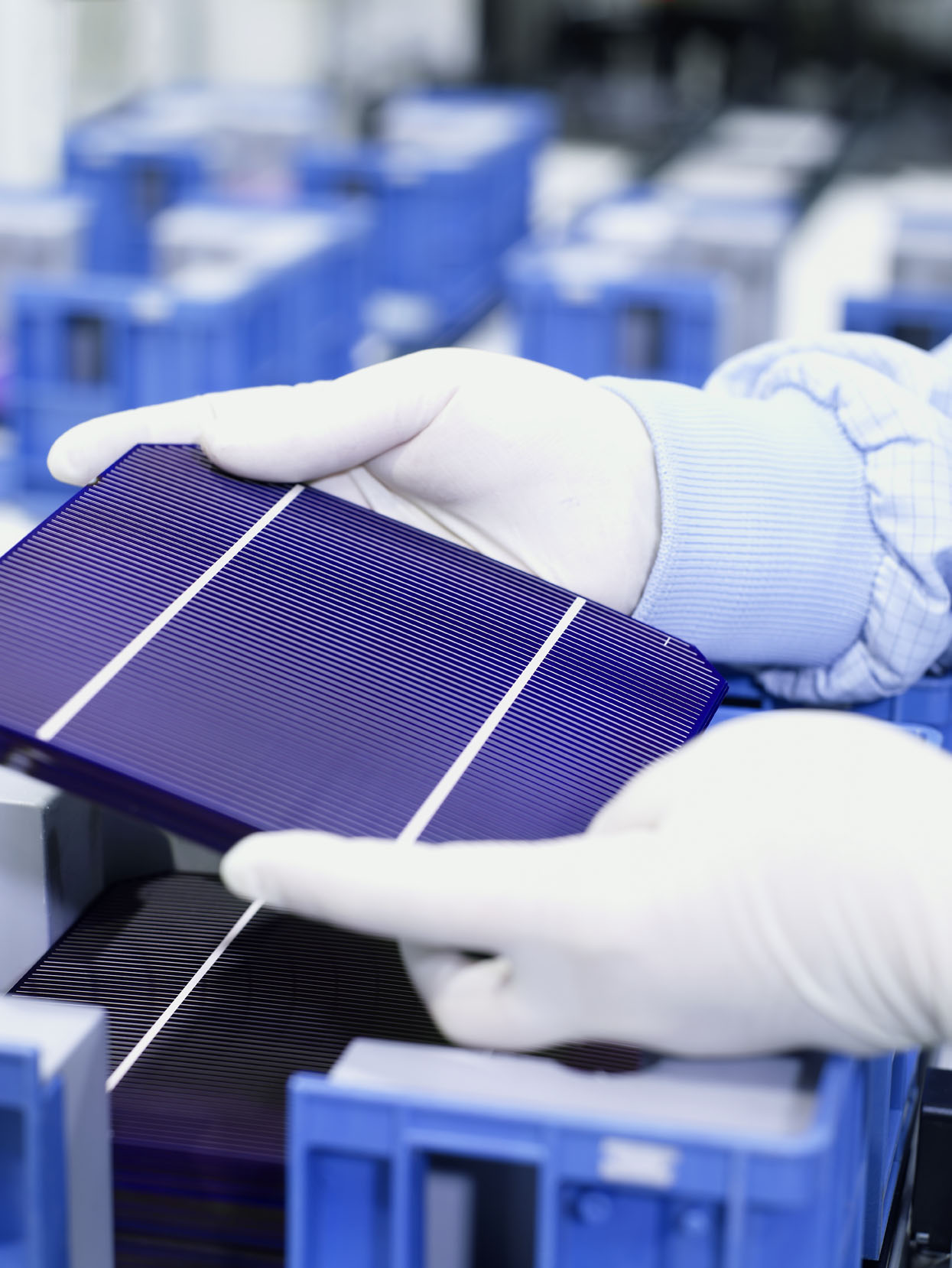
Célula solar monocristalina durante su fabricación

La primera generación de células fotovoltaicas consistían en una gran superficie de cristal simple. Una simple capa con unión diodo p-n, capaz de generar energía eléctrica a partir de fuentes de luz con longitudes de onda similares a las que llegan a la superficie de la Tierra provenientes del Sol. Estas células están fabricadas, usualmente, usando un proceso de difusión con obleas de silicio. Esta primera generación (conocida también como células solares basadas en oblea) son, actualmente, (2007) la tecnología dominante en la producción comercial y constituyen, aproximadamente, el 86 % del mercado de células solares terrestres.
La segunda generación de materiales fotovoltaicos se basan en el uso de depósitos epitaxiales muy delgados de semiconductores sobre obleas con concentradores. Hay dos clases de células fotovoltaicas epitaxiales: las espaciales y las terrestres. Las células espaciales, usualmente, tienen eficiencias AM0 (Air Mass Zero) más altas (28-30 %), pero tienen un costo por vatio más alto. En las terrestres la película delgada se ha desarrollado usando procesos de bajo coste, pero tienen una eficiencia AM0 (7-9 %), más baja, y, por razones evidentes, se cuestionan para aplicaciones espaciales.
Las predicciones antes de la llegada de la tecnología de película delgada apuntaban a una considerable reducción de costos para células solares de película delgada. Reducción que ya se ha producido. Actualmente (2007) hay un gran número de tecnologías de materiales semiconductores bajo investigación para la producción en masa. Se pueden mencionar, entre estos materiales, al silicio amorfo, silicio monocristalino, silicio policristalino, telururo de cadmio y sulfuros y seleniuros de indio. Teóricamente, una ventaja de la tecnología de película delgada es su masa reducida, muy apropiada para paneles sobre materiales muy ligeros o flexibles. Incluso materiales de origen textil.
La llegada de películas delgadas de Ga y As para aplicaciones espaciales (denominadas células delgadas) con potenciales de eficiencia AM0 por encima del 37 % están, actualmente, en estado de desarrollo para aplicaciones de elevada potencia específica. La segunda generación de células solares constituye un pequeño segmento del mercado fotovoltaico terrestre, y aproximadamente el 90 % del mercado espacial.
La tercera generación de células fotovoltaicas que se están proponiendo en la actualidad (2007) son muy diferentes de los dispositivos semiconductores de las generaciones anteriores, ya que realmente no presentan la tradicional unión p-n para separar los portadores de carga fotogenerados. Para aplicaciones espaciales, se están estudiando dispositivos de huecos cuánticos (puntos cuánticos, cuerdas cuánticas, etc.) y dispositivos que incorporan nanotubos de carbono, con un potencial de más del 45 % de eficiencia AM0. Para aplicaciones terrestres, se encuentran en fase de investigación dispositivos que incluyen células fotoelectroquímicas, células solares de polímeros, células solares de nanocristales y células solares de tintas sensibilizadas.
Una hipotética cuarta generación de células solares consistiría en una tecnología fotovoltaica compuesta en las que se mezclan, conjuntamente, nanopartículas con polímeros para fabricar una capa simple multiespectral. Posteriormente, varias capas delgadas multiespectrales se podrían apilar para fabricar las células solares multiespectrales definitivas. Células que son más eficientes, y baratas. Basadas en esta idea, y la tecnología multiunión, se han usado en las misiones de Marte que ha llevado a cabo la NASA. La primera capa es la que convierte los diferentes tipos de luz, la segunda es para la conversión de energía y la última es una capa para el espectro infrarrojo. De esta manera se convierte algo del calor en energía aprovechable. El resultado es una excelente célula solar compuesta. La investigación de base para esta generación se está supervisando y dirigiendo por parte de la DARPA para determinar si esta tecnología es viable o no. Entre las compañías que se encuentran trabajando en esta cuarta generación se encuentran Xsunx, Konarka Technologies, Inc., Nanosolar, Dyesol y Nanosys.

## Principio de funcionamiento

### Principios teóricos de funcionamiento
1. Algunos de los fotones, que provienen de la radiación solar, impactan sobre la primera superficie del panel, penetrando en este y siendo absorbidos por materiales semiconductores, tales como el silicio o el arseniuro de galio.
2. Los electrones, partículas subatómicas que forman parte del exterior de los átomos, y que se alojan en orbitales de energía cuantizada, son golpeados por los fotones (interaccionan) liberándose de los átomos a los que estaban originalmente confinados.

Esto les permite, posteriormente, circular a través del material y producir electricidad. Las cargas positivas complementarias que se crean en los átomos que pierden los electrones, (parecidas a burbujas de carga positiva) se denominan huecos y fluyen en el sentido opuesto al de los electrones, en el panel solar.
Se ha de comentar que, así como el flujo de electrones corresponde a cargas reales, es decir, cargas que están asociadas a desplazamiento real de masa, los huecos, en realidad, son cargas que se pueden considerar virtuales puesto que no implican desplazamiento de masa real.

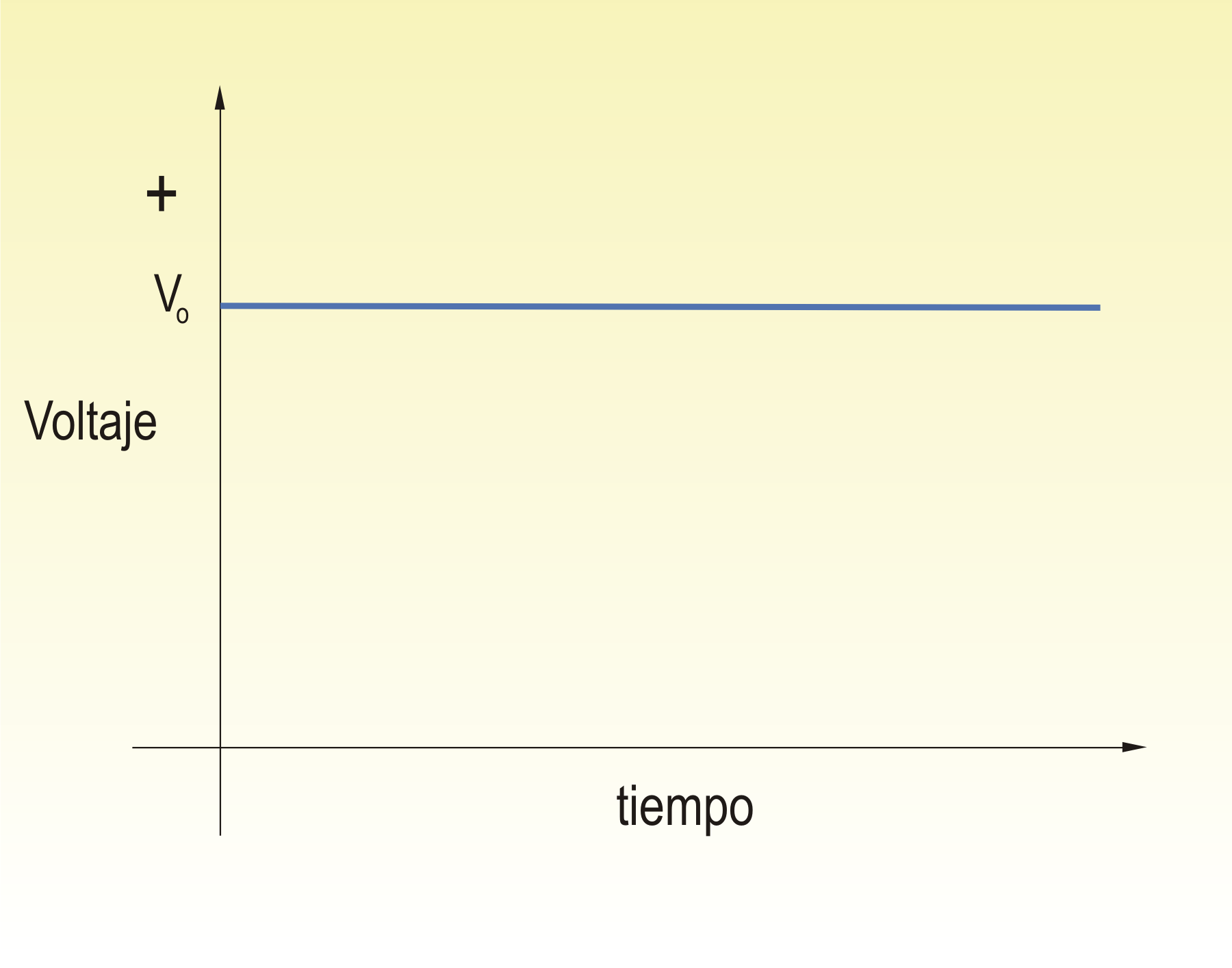
Representación de la diferencia de potencial, o voltaje de corriente con respecto al tiempo en corriente continua

Un conjunto de paneles solares transforman la energía solar (energía en forma de radiación y que depende de la frecuencia de los fotones) en una determinada cantidad de corriente continua, también denominada DC (acrónimo del inglés Direct Current y que corresponde a un tipo de corriente eléctrica que se describe como un movimiento de cargas en una dirección y un solo sentido, a través de un circuito. Los electrones se mueven de los potenciales más bajos a los más altos).
Opcionalmente:
1. La corriente continua se lleva a un circuito electrónico conversor (inversor) que transforma la corriente continua en corriente alterna, (AC) (tipo de corriente disponible en el suministro eléctrico de cualquier hogar) de 120 o 240 voltios.
2. La potencia de AC entra en el panel eléctrico de la casa.
3. La electricidad generada se distribuye, casi siempre, a la línea de distribución de los dispositivos de iluminación de la casa, ya que estos no consumen excesiva energía, y son los adecuados para que funcionen correctamente con la corriente generada por el panel.
4. La electricidad que no se usa se puede enrutar y usar en otras instalaciones.

### Fotogeneración deportadores de carga
Cuando un fotón llega a una pieza de silicio, pueden ocurrir tres acontecimientos:
1. El fotón puede pasar a través del material de silicio sin producir ningún efecto; esto ocurre, generalmente, para fotones de baja energía.
2. Los fotones pueden ser reflejados al llegar a la superficie del panel, y son expulsados de este.
3. El fotón es absorbido por el silicio, en cuyo caso puede ocurrir:
  - Generar calor
  - Producir pares de electrones-huecos, si la energía del fotón incidente es más alta que la mínima necesaria para que los electrones liberados lleguen a la banda de conducción.

Nótese que si un fotón tiene un número entero de veces el salto de energía para que el electrón llegue a la banda de conducción, podría crear más de un único par electrón-hueco. No obstante, este efecto no es significativo, de manera usual, en las células solares. Este fenómeno, de múltiplos enteros, es explicable mediante la mecánica cuántica y la cuantización de la energía.
Cuando se absorbe un fotón, la energía de este se comunica a un electrón de la red cristalina. Usualmente, este electrón está en la banda de valencia, y está fuertemente vinculado en enlaces covalentes que se forman entre los átomos colindantes. El conjunto total de los enlaces covalentes que forman la red cristalina da lugar a lo que se llama la banda de valencia. Los electrones pertenecientes a esa banda son incapaces de moverse más allá de los confines de la banda, a no ser que se les proporcione energía, y además una energía determinada. La energía que el fotón le proporciona es capaz de excitarlo y promocionarlo a la banda de conducción, que está vacía y donde puede moverse con relativa libertad, usando esa banda, para desplazarse, a través del interior del semiconductor.
El enlace covalente del cual formaba parte el electrón, tiene ahora un electrón menos. Esto se conoce como hueco. La presencia de un enlace covalente perdido permite a los electrones vecinos moverse hacia el interior de ese hueco, que producirá un nuevo hueco al desplazarse el electrón de al lado, y de esta manera, y por un efecto de traslaciones sucesivas, un hueco puede desplazarse a través de la red cristalina. Así pues, se puede afirmar que los fotones absorbidos por el semiconductor crean pares móviles de electrones-huecos.
Un fotón solo necesita tener una energía más alta que la necesaria para llegar a los huecos vacíos de la banda de conducción del silicio, y así poder excitar un electrón de la banda de valencia original a dicha banda.
El espectro de frecuencia solar es muy parecido al espectro del cuerpo negro cuando este se calienta a la temperatura de 6000 K y, por tanto, gran cantidad de la radiación que llega a la Tierra está compuesta por fotones con energías más altas que la necesaria para llegar a los huecos de la banda de conducción. Ese excedente de energía que muestran los fotones, y mucho mayor de la necesaria para la promoción de electrones a la banda de conducción, será absorbido por la célula solar y se manifestará en un apreciable calor (dispersado mediante vibraciones de la red, denominadas fonones) en lugar de energía eléctrica utilizable.

### Separación de los portadores de carga
Hay dos modos fundamentales para la separación de portadores de carga en una célula solar:
1. movimiento de los portadores, impulsados por un campo electrostático establecido a través del dispositivo.
2. difusión de los portadores de carga de zonas de alta concentración de portadores a zonas de baja concentración de portadores (siguiendo un gradiente de potencial eléctrico).

En las células de unión p-n, ampliamente usadas en la actualidad, el modo que predomina en la separación de portadores es por la presencia de un campo electrostático. No obstante, en células solares en las que no hay uniones p-n (típicas de la tercera generación de células solares experimentales, como células de película delgada de polímeros o de tinta sensibilizada), el campo eléctrico electrostático parece estar ausente. En este caso, el modo dominante de separación es mediante la vía de la difusión de los portadores de carga.

### Generación de corriente en una placa convencional

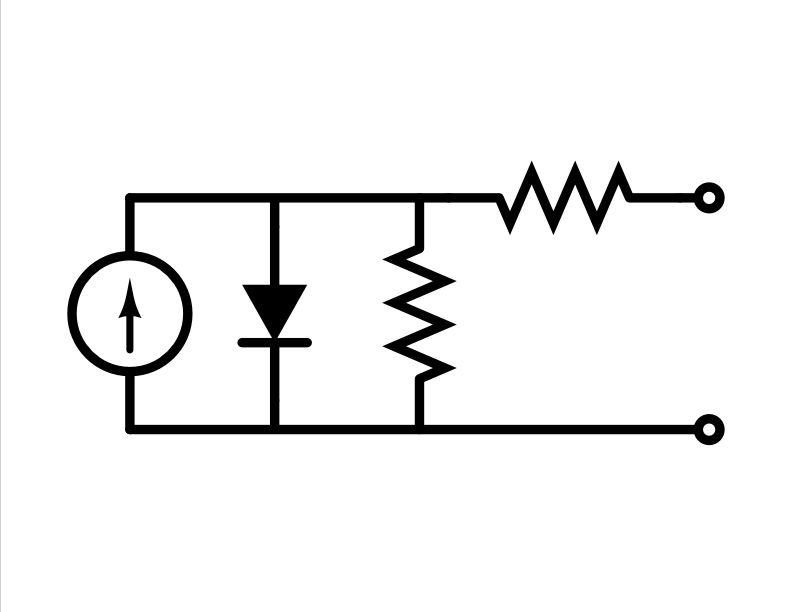
Esquema eléctrico

Los módulos fotovoltaicos funcionan, como se ha dejado entrever en el anterior apartado, por el efecto fotoeléctrico. Cada célula fotovoltaica está compuesta de, al menos, dos delgadas láminas de silicio. Una dopada con elementos con menos electrones de valencia que el silicio, denominada P y otra con elementos con más electrones que los átomos de silicio, denominada N.
Aquellos fotones procedentes de la fuente luminosa que proviene del sol, que presentan energía adecuada, inciden sobre la superficie de la capa P, y al interactuar con el material liberan electrones de los átomos de silicio los cuales, en movimiento, atraviesan la capa de semiconductor, pero no pueden volver. La capa N adquiere una diferencia de potencial respecto a la P. Si se conectan unos conductores eléctricos a ambas capas y estos, a su vez, se unen a un dispositivo o elemento eléctrico consumidor de energía que, usualmente y de forma genérica se denomina carga, se iniciará una corriente eléctrica continua.
Este tipo de paneles producen electricidad en corriente continua y aunque su efectividad depende tanto de su orientación hacia el sol como de su inclinación con respecto a la horizontal, se suelen montar instalaciones de paneles con orientación e inclinación fija, por ahorros en mantenimiento. Tanto la inclinación como la orientación, al sur (o al norte en el hemisferio sur), se fija dependiendo de la latitud y tratando de optimizarla al máximo usando las recomendaciones de la norma ISO correspondiente.

### La unión p-n
La célula solar más usual está fabricada en silicio y configurada como un gran área de unión p-n. Una simplificación de este tipo de placas puede considerarse como una capa de silicio de tipo n directamente en contacto con una capa de silicio de tipo p. En la práctica, las uniones p-n de las células solares, no están hechas de la manera anterior, más bien, se elaboran por difusión de un tipo de dopante en una de las caras de una oblea de tipo p, o viceversa.
Si la pieza de silicio de tipo p es ubicada en íntimo contacto con una pieza de silicio de tipo n, tiene lugar la difusión de electrones de la región con altas concentraciones de electrones (la cara de tipo n de la unión) hacia la región de bajas concentraciones de electrones (cara tipo p de la unión).
Cuando los electrones se difunden a través de la unión p-n, se recombinan con los huecos de la cara de tipo p. Sin embargo, la difusión de los portadores no continua indefinidamente. Esta separación de cargas, que la propia difusión crea, genera un campo eléctrico provocado por el desequilibrio de las cargas parando, inmediatamente, el flujo posterior de más cargas a través de la unión.
El campo eléctrico establecido a través de la creación de la unión p-n crea un diodo que permite el flujo de corriente en un solo sentido a través de dicha unión. Los electrones pueden pasar del lado de tipo p hacia el interior del lado n, y los huecos pueden pasar del lado de tipo n hacia el lado de tipo p. Esta región donde los electrones se han difundido en la unión se llama región de agotamiento porque no contiene nada más que algunos portadores de carga móviles. Es también conocida como la región de espacio de cargas.

## Potencia Nominal y Condiciones Estándar de Prueba.
Antes de llegar al mercado un cierto modelo de panel es puesto a prueba bajo condiciones en específico llamadas “Condiciones de Prueba Estándar”: 
Temperatura: 25 °C 
Radiación Solar: 1000 Watts/metro cuadrado (promedio de potencia recibido por la superficie de la Tierra en un día de verano) 
Al terminar la prueba se tiene una cantidad en watts que se produjeron. A este número se le conoce como la potencia nominal (en inglés Rated Power) del panel. 
Por ejemplo, si se toma un panel de 1 metro cuadrado, se somete a prueba y su producción fue de 200 watts, sabemos que la eficiencia del panel es de 20% y su potencia nominal es de 200 watts*hora/m2. 

### Factores Externos
Existen factores externos al panel solar que pueden disminuir la potencia entregada por el panel solar; la temperatura, polvo y diferencias en el voltaje entre las diferentes celdas. 
La temperatura es un factor que contribuye a la disminución de la eficiencia del panel. Se puede saber un estimado de la temperatura del panel con la siguiente ecuación.
{\displaystyle T_{c}=T_{a}+\left({\frac {TNO-20}{0.8}}\right)S}
Siendo: 
Tc = Temperatura de la celda (°C) 
T = Temperatura ambiental (°C)  
TNO = Temperatura Normal de Operación (°C) 
S = Radiación Solar (kW/m²)
Gracias al modelo de la celda fotovoltaica que incluye una resistencia en serie y otra en paralelo, el efecto de las sombras en el panel es de importancia significativa. Al tener que pasar la corriente a través de ambas resistencias no solamente hay una caída en la corriente producida en general, sino que hay un voltaje que le resta al generado por el resto de las celdas. 
{\displaystyle V_{s}=\left({\frac {n-1}{n}}\right)V-I{\bigl (}R_{S}+R_{P}{\bigr )}}
Siendo:
Vs=Voltaje sombreado 
n = número de celdas 
V = Voltaje normal 
I = Corriente producida 
Rs = Resistencia en Serie 
Rp = Resistencia en Paralelo

## Factores de eficiencia de una célula solar

### Punto de máxima potencia
Una placa o célula solar puede operar en un amplio rango de voltajes e intensidades de corriente. Esto puede lograrse variando la resistencia de la carga, en el circuito eléctrico, por una parte, y por la otra variando la impedancia de la célula desde el valor cero (valor de cortocircuito) a valores muy altos (circuito abierto) y se puede determinar el punto de potencia máxima teórica, es decir, el punto que maximiza V y tiempo frente a I, o lo que es lo mismo, la carga para la cual la célula puede entregar la máxima potencia eléctrica para un determinado nivel de radiación.
El punto de potencia máxima de un dispositivo fotovoltaico varía con la iluminación incidente. Para sistemas bastante grandes se puede justificar un incremento en el precio con la inclusión de dispositivos que midan la potencia instantánea por medida continua del voltaje y la intensidad de corriente (y de ahí la potencia transferida), y usar esta información para ajustar, de manera dinámica, y en tiempo real, la carga para que se transfiera, siempre, la máxima potencia posible, a pesar de las variaciones de luz, que se produzcan durante el día.

### Eficiencia en la conversión de energía
La eficiencia de una célula solar ({\displaystyle \eta }, "eta"), es el porcentaje de potencia convertida en energía eléctrica de la luz solar total absorbida por un panel, cuando una célula solar está conectada a un circuito eléctrico. Este término se calcula usando la relación del punto de potencia máxima, Pm, dividido entre la luz que llega a la celda, irradiancia (E, en W/m²), bajo condiciones estándar (STC) y el área superficial de la célula solar (Ac en m²).
{\displaystyle \eta ={\frac {P_{m}}{E\times A_{c}}}}
La STC especifica una temperatura de 25 °C y una irradiancia de 1000 W/m² con una masa de aire espectral de 1,5 (AM 1,5). Esto corresponde a la irradiación y espectro de la luz solar incidente en un día claro sobre una superficie solar inclinada con respecto al sol con un ángulo de 41,81° sobre la horizontal.
Esta condición representa, aproximadamente, la posición del sol de mediodía en los equinoccios de primavera y otoño en los estados continentales de los EE. UU. con una superficie orientada directamente al sol. De esta manera, bajo estas condiciones una célula solar típica de 230 cm² (6 pulgadas de ancho), y de una eficiencia del 16 %, aproximadamente, se espera que pueda llegar a producir una potencia de 4,4 W.

### Curva IV de un módulo fotovoltaico
La curva de corriente versus voltaje de un módulo nos brinda información útil sobre su desempeño eléctrico. Los procesos de fabricación suelen provocar diferencias en los parámetros eléctricos de distintos módulos fotovoltaicos, incluso en células del mismo tipo. Por lo tanto, solo la medición experimental de la curva I – V nos permite establecer con precisión los parámetros eléctricos de un dispositivo fotovoltaico. Esta medición proporciona información muy relevante para el diseño, instalación y mantenimiento de sistemas fotovoltaicos. Por lo general, los parámetros eléctricos de los módulos fotovoltaicos se miden mediante pruebas en interiores. Sin embargo, la prueba al aire libre tiene ventajas importantes como que no se requiere una fuente de luz artificial costosa, no hay limitación en el tamaño de las muestras y la iluminación de las muestras es más homogénea. 

### Factor de llenado
Otro término para definir la eficacia de una célula solar es el factor de llenado o fill factor (FF), que se define como la relación entre el máximo punto de potencia dividido entre el voltaje en circuito abierto (Voc) y la corriente en cortocircuito Isc:
{\displaystyle FF={\frac {P_{m}}{V_{oc}\times I_{sc}}}={\frac {\eta \times A_{c}\times E}{V_{oc}\times I_{sc}}}}

### Influencia de la temperatura
El rendimiento de un módulo fotovoltaico (PV) depende de las condiciones ambientales, principalmente de la irradiancia incidente global G en el plano del módulo. Sin embargo, la temperatura T de la unión p–n también influye en los principales parámetros eléctricos: la corriente de cortocircuito ISC, la tensión de circuito abierto VOC y la potencia máxima Pmax. En general, se sabe que VOC muestra una correlación inversa significativa con T, mientras que para ISC esa correlación es directa, pero más débil, de modo que este incremento no compensa la disminución de VOC. Como consecuencia, Pmax se reduce cuando T aumenta. Esta correlación entre la potencia de salida de una célula solar y la temperatura de trabajo de su unión depende del material semiconductor, y se debe a la influencia de T en la concentración, vida útil y movilidad de los portadores intrínsecos, es decir, electrones y huecos. , dentro de la celda fotovoltaica.
La sensibilidad a la temperatura se suele describir mediante unos coeficientes de temperatura, cada uno de los cuales expresa la derivada del parámetro al que se refiere con respecto a la temperatura de unión. Los valores de estos parámetros se pueden encontrar en cualquier hoja de datos del módulo fotovoltaico; son los siguientes:
- β: Coeficiente de variación de VOC con respecto a T, dado por ∂VOC/∂T.
- α: Coeficiente de variación de ISC con respecto a T, dado por ∂ISC/∂T.
- δ: Coeficiente de variación de Pmax con respecto a T, dado por ∂Pmax/∂T.
En la literatura pueden encontrarse técnicas para la estimación de estos coeficientes a partir de datos experimentales

### TONC
Temperatura de Operación Nominal de la Célula, definida como la temperatura que alcanzan las células solares cuando se somete al módulo a una irradiancia de 800 W/m² con distribución espectral AM (Air Mass) 1,5 G, la temperatura ambiente es de 20 °C y la velocidad del viento de 1 m/s.

### Degradación de los módulos fotovoltaicos
La potencia de salida de un dispositivo fotovoltaico (PV) disminuye con el tiempo. Esta disminución se debe a su exposición a la radiación solar así como a otras condiciones externas. El índice de degradación, que se define como el porcentaje anual de pérdida de potencia de salida, es un factor clave para determinar la producción a largo plazo de una planta fotovoltaica.Para estimar esta degradación, se cuantifica por separado el porcentaje de disminución asociado a cada uno de los parámetros eléctricos. Debe tenerse en cuenta que la degradación individual de un módulo fotovoltaico puede influir significativamente en el rendimiento de una cadena completa. Además, no todos los módulos de una misma instalación disminuyen sus prestaciones exactamente al mismo ritmo. Dado un conjunto de módulos expuestos a condiciones exteriores de larga duración, se debe considerar la degradación individual de los principales parámetros eléctricos y el aumento de su dispersión. Como cada módulo tiende a degradarse de forma diferente, el comportamiento de los módulos será cada vez más diferente con el paso del tiempo, afectando negativamente el rendimiento global de la planta.
Hay varios estudios que se ocupan del análisis de la degradación de potencia de los módulos basados en diferentes tecnologías fotovoltaicas disponibles en la literatura. Según un reciente estudio, la degradación de los módulos de silicio cristalino es muy regular, osiclando entre 0,8% y 1,0% por año. 
Por otra parte, si analizamos el rendimiento de módulos fotovoltaicos de capa delgada, se observa un período inicial de fuerte degradación (que puede duran varios meses e incluso hasta 2 años), seguido de una posterior etapa en la que la degradación se estabiliza, siendo entonces comparable a la que puede tener el silicio cristalino.En dichas tecnologías de capa delgada se observan también fuertes variaciones estacionales porque la influencia del espectro solar es mucho mayor. Por ejemplo, para módulos de silicio amorfo, silicio micromorfo o teluluro de cadmio, estamos hablando de tasas de degradación anual para los primeros años de entre un 3% y un 4%. Sin embargo, otras tecnologías, como la CIGS, presentan tasas de degradación muy inferiores, incluso en esos primeros años.

## Potencia y costes

Cronología de las eficiencias de conversión logradas en células solares fotovoltaicas (fuente: National Renewable Energy Laboratory de Estados Unidos)

Evolución del precio de las células fotovoltaicas de silicio cristalino (en $/Wp) entre 1977 y 2015 (fuente: Bloomberg New Energy Finance)

El parámetro estandarizado para clasificar su potencia se denomina potencia pico, y se corresponde con la potencia máxima que el módulo puede entregar bajo unas condiciones estandarizadas, que son:
- Radiación de 1000 W/m²
- Temperatura de célula de 25 °C (no temperatura ambiente).

En un día soleado, el Sol irradia alrededor de 1 kW/m² a la superficie de la Tierra. Considerando que los paneles fotovoltaicos actuales tienen una eficiencia típica entre el 12 %-25 %, esto supondría una producción aproximada de entre 120-250 W/m² en función de la eficiencia del panel fotovoltaico.
Por otra parte, están produciéndose grandes avances en la tecnología fotovoltaica y ya existen paneles experimentales con rendimientos superiores al 40 %.
El coste de las células solares de silicio cristalino ha descendido desde 76,67 $/Wp en 1977 hasta aproximadamente 0,36 $/Wp en 2014. Esta tendencia sigue la llamada ley de Swanson, una predicción similar a la conocida ley de Moore, que establece que los precios de los módulos solares descienden un 20 % cada vez que se duplica la capacidad de la industria fotovoltaica.
En 2011, el precio de los módulos solares se había reducido en un 60 % desde el verano de 2008, colocando a la energía solar por primera vez en una posición competitiva con el precio de la electricidad pagado por el consumidor en un buen número de países soleados, Se ha producido una dura competencia en la cadena de producción, y asimismo se esperan mayores caídas del coste de la energía fotovoltaica en los próximos años, lo que supone una creciente amenaza al dominio de las fuentes de generación basadas en las energías fósiles. Conforme pasa el tiempo, las tecnologías de generación renovable son generalmente más baratas, mientras que las energías fósiles se vuelven más caras.
En 2011, el coste de la fotovoltaica había caído bastante por debajo del de la energía nuclear, y se espera que siga cayendo:

Para instalaciones a gran escala, ya se han alcanzado precios por debajo de 1 $/W. Por ejemplo, en abril de 2012 se publicó un precio de módulos fotovoltaicos a 0,60 €/W (0,78 $/W) en un acuerdo marco de 5 años.
En algunas regiones, la energía fotovoltaica ha alcanzado la paridad de red, que se define cuando los costes de producción fotovoltaica se encuentran al mismo nivel, o por debajo, de los precios de electricidad que paga el consumidor final (aunque en la mayor parte de las ocasiones todavía por encima de los costes de generación en las centrales de carbón o gas, sin contar con la distribución y otros costes inducidos). 

Más generalmente, es evidente que, con un precio de carbón de 50 $/tonelada, que eleva el precio de las plantas de carbón a 5 cent./kWh, la energía fotovoltaica será competitiva en la mayor parte de los países. El precio a la baja de los módulos fotovoltaicos se ha reflejado rápidamente en un creciente número de instalaciones, acumulando en todo 2011 unos 23 GW instalados ese año. Aunque se espera cierta consolidación en 2012, debido a recortes en el apoyo económico en los importantes mercados de Alemania e Italia, el fuerte crecimiento muy probablemente continuará durante el resto de la década. De hecho, ya en un estudio se mencionaba que la inversión total en energías renovables en 2011 había superado las inversiones en la generación eléctrica basada en el carbón.

En 2020, la potencia máxima de algunos paneles fotovoltaicos ya superan los 500W y su coste ha descendido hasta aproximadamente 0,21 $/Wp.
La energía solar sigue evolucionando y mejorando constantemente, y uno de los últimos avances más prometedores en el campo de la tecnología fotovoltaica es la tecnología N-Type TOPCon (Tunnel Oxide Passivated Contact). Esta tecnología combina una capa de óxido con celdas solares PERC (Passivated Emitter and Rear Cell) para reducir las pérdidas de recombinación y aumentar la eficiencia de la célula solar. Todo indica que para el 2024 será la tecnología que dominará el mercado.

## Conectores

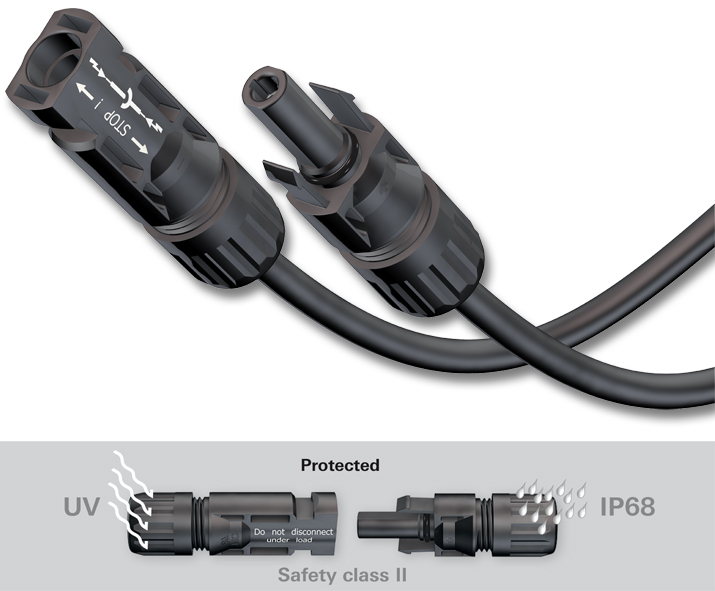
Conectores fotovoltaicos MC4: conectores de corriente continua resistentes al agua

El MC4 es un conector de un solo contacto, utilizado de forma generalizada para paneles fotovoltaicos. Tiene 4 mm de diámetro de pin de contacto. 
Los conectores MC4 permiten que se puedan crear fácilmente cadenas de paneles, juntando  a mano los conectores de paneles adyacentes, aunque requiere una herramienta para desconectarlos, a fin de segurar que no se desconectan accidentalmente cuando se tira de ellos. 
Los MC4 y productos compatibles son universales en el mundo solar hoy en día, equipando a la inmensa mayoría de paneles  solares producidos a partir de 2011.
Originalmente preparados para 600 V, las versiones actuales están capacitadas para 1500 V, lo que permite que se creen cadenas de paneles aún mayores.

## Usos de los paneles fotovoltaicos
Deben su aparición a la industria aeroespacial, y se han convertido en el medio más fiable de suministrar energía eléctrica a un satélite o a una sonda en las órbitas interiores del sistema solar, gracias a la mayor irradiación solar sin el impedimento de la atmósfera y a su alta relación potencia a peso.
En el ámbito terrestre, este tipo de energía se usa para alimentar innumerables aparatos autónomos, para abastecer refugios o casas aisladas de la red eléctrica y para producir electricidad a gran escala a través de redes de distribución. Debido a la creciente demanda de energías renovables, la fabricación de células solares e instalaciones fotovoltaicas ha avanzado considerablemente en los últimos años. Experimentalmente también han sido usados para dar energía a vehículos solares, por ejemplo en el World Solar Challenge a través de Australia. Muchos yates y vehículos terrestres los usan para cargar sus baterías de forma autónoma, lejos de la red eléctrica.
Entre los años 2001 y 2012 se ha producido un crecimiento exponencial de la producción de energía fotovoltaica, doblándose aproximadamente cada dos años. Si esta tendencia continúa, la energía fotovoltaica cubriría el 10 % del consumo energético mundial en 2018, alcanzando una producción aproximada de 2200 TWh, y podría llegar a proporcionar el 100 % de las necesidades energéticas actuales en torno al año 2027.
Programas de incentivos económicos, primero, y posteriormente sistemas de autoconsumo fotovoltaico y balance neto sin subsidios, han apoyado la instalación de la fotovoltaica en un gran número de países, contribuyendo a evitar la emisión de una mayor cantidad de gases de efecto invernadero.

### Lista de aplicaciones

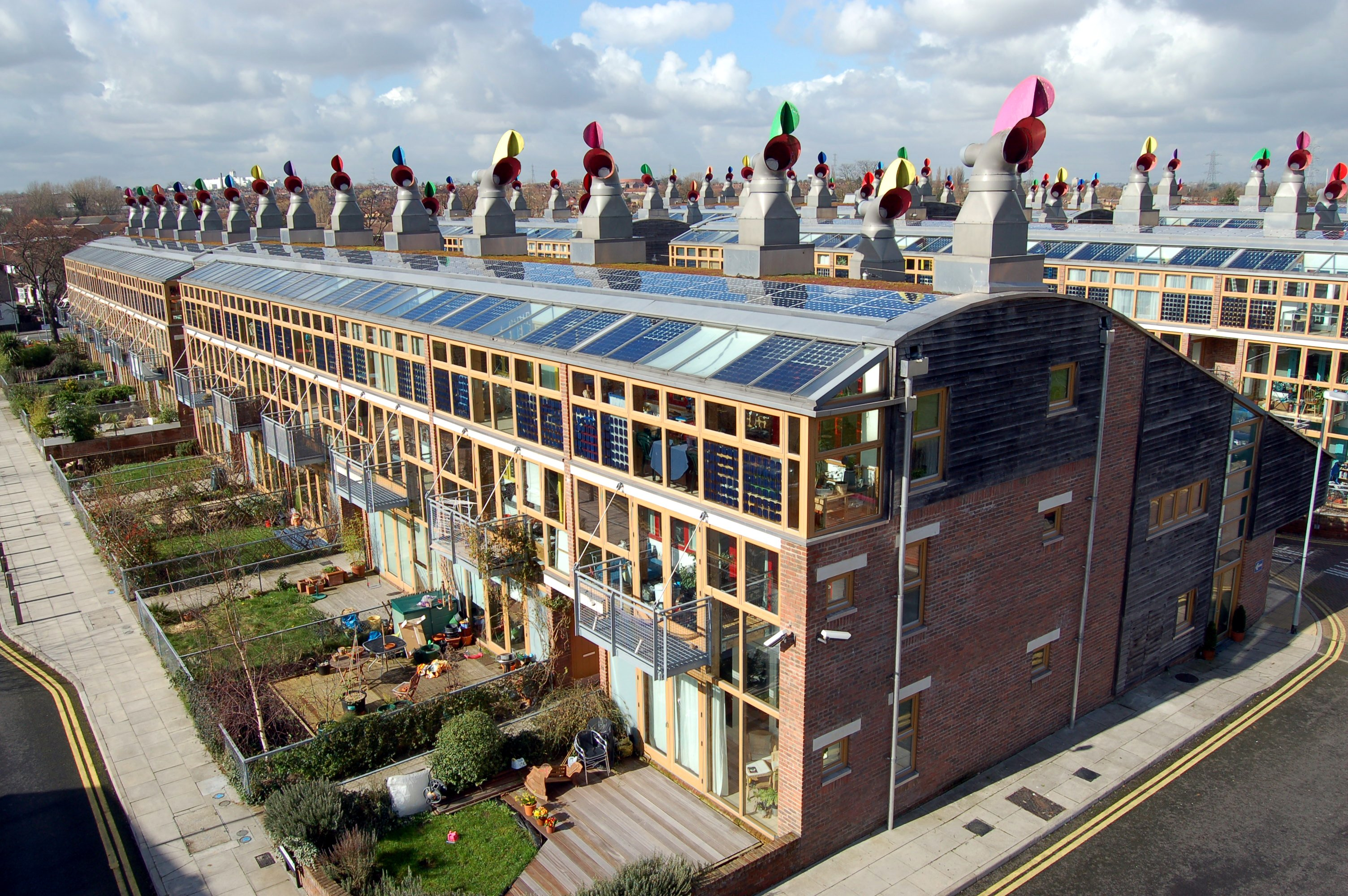
Edificios dotados de paneles solares fotovoltaicos, en el marco del proyecto Beddington Zero Energy Development (BedZED) en Sutton (Londres, Reino Unido).

- Centrales conectadas a red para suministro eléctrico.
- Sistemas de autoconsumo fotovoltaico.
- Electrificación de pueblos en áreas remotas (electrificación rural).
- Suministro eléctrico de instalaciones médicas en áreas rurales.
- Corriente eléctrica para viviendas aisladas de la red eléctrica.
- Sistemas de comunicaciones de emergencia.
- Estaciones repetidoras de microondas y de radio.
- Sistemas de vigilancia de datos ambientales y de calidad del agua.
- Faros, boyas y balizas de navegación marítima.
- Bombeo para sistemas de riego, agua potable en áreas rurales y abrevaderos para el ganado.
- Balizamiento para protección aeronáutica.
- Sistemas de protección catódica.
- Sistemas de desalinización.
- Vehículos de recreo.
- Señalización ferroviaria.
- Sistemas de carga para los acumuladores de barcos.
- Postes de SOS (Teléfonos de emergencia en carretera).
- Parquímetros.
- Vehículos eléctricos:
  - Aire acondicionado.
  - Recargas de las baterías, tanto en las estaciones de recarga, como a bordo.[32]

### Panel de alta concentración
Fruto de un convenio de colaboración firmado por la Universidad Politécnica de Madrid (UPM), a través de su Instituto de Energía Solar, la empresa Guascor Fotón y el Instituto para la Diversificación y Ahorro de la Energía, organismo del Ministerio de Industria, Turismo y Comercio español, se ha realizado la primera instalación solar de alta concentración de silicio en explotación comercial de Europa.
Se trata de una instalación solar fotovoltaica que, frente a una convencional, utiliza una extraordinaria reducción de silicio y convierte la luz solar en energía eléctrica con muy alta eficiencia. Esta tecnología surge como forma de aprovechar al máximo el potencial del recurso solar y evitar por otra parte la dependencia del silicio, cada vez más escaso y con un precio cada vez mayor debido al aumento de la demanda por parte de la industria solar.
Desde los años 1970 se han realizado investigaciones sobre la tecnología de concentración fotovoltaica de manera que ha mejorado su eficiencia hasta conseguir superar a la fotovoltaica tradicional. No fue hasta 2006-2007 que las tecnologías de concentración pasaron de estar reducidas al ámbito de la investigación y empezar a conseguir los primeros desarrollos comerciales. En 2008 el ISFOC (Instituto de Sistemas Solares Fotovoltaicos de Concentración) puso en marcha en España una de las mayores de este tipo a nivel mundial, conectando a la red 3 MW de potencia. En este proyecto participaron varias empresas que utilizaban diversas tecnologías de concentración fotovoltaica (CPV).
Algunas de estas tecnologías utilizan lentes para aumentar la potencia del sol que llega a la célula. Otras concentran con un sistema de espejos la energía del sol en células de alta eficiencia para obtener un rendimiento máximo de energía. Algunas empresas como SolFocus ya han empezado a comercializar la tecnología CPV a gran escala y están desarrollando proyectos en Europa y EE. UU. que superan los 10 MW en 2009.
La tecnología de concentración fotovoltaica se dibuja como una de las opciones más eficientes en producción energética a menor coste para zonas de alta radiación solar como son los países mediterráneos, las zonas del sur de EE. UU., México o Australia, entre otras.